# Norman Taurog
Norman Taurog est un réalisateur et scénariste américain, né le 23 février 1899 à Chicago, dans l'Illinois, et mort le 8 avril 1981 à Rancho Mirage, en Californie.

## Biographie
Norman Taurog était aveugle d'un œil quand il réalisa Croisière surprise avec Elvis Presley en 1967 et le devint complètement deux ans plus tard.

## Filmographie

### Comme réalisateur

#### Coréalisés avecLarry Semon
- 1920 : The Fly Cop
- 1920 : School Days
- 1920 : Zigoto garçon de théâtre (The Stage Hand)
- 1920 : The Suitor
- 1921 : The Sportsman
- 1921 : The Hick
- 1921 : Zigoto boulanger (The Bakery)
- 1921 : Zigoto encaisseur (The Rent Collector)
- 1921 : The Fall Guy
- 1921 : The Bell Hop
- 1922 : Zigoto bûcheron (The Sawmill)
- 1922 : Zigoto garçon de théâtre (The Show)
- 1922 : A Pair of Kings

#### Autres

##### Années 1920
- 1922 : The Fresh Kid (court-métrage)
- 1922 : Aladdin (court-métrage)
- 1923 : The Fourflusher (court-métrage)
- 1923 : The Mummy (court-métrage)
- 1923 : The Yankee Spirit (court-métrage)
- 1923 : Uncle Bim's Gifts (court-métrage)
- 1923 : Watch Papa (court-métrage)
- 1923 : Running Wild (court-métrage)
- 1923 : Oh! What a Day! (court-métrage)
- 1923 : Hot Sparks (court-métrage)
- 1923 : Under Covers (court-métrage)
- 1923 : Film Foolish (court-métrage)
- 1923 : Aggravatin' Mama (court-métrage)
- 1924 : Flying Finance (court-métrage)
- 1924 : Oh! Min! (court-métrage)
- 1924 : Midnight Blues (court-métrage)
- 1924 : There He Goes (court-métrage)
- 1924 : Hot Air (court-métrage)
- 1924 : Pigskin (court-métrage)
- 1924 : Wild Game (court-métrage)
- 1924 : Andy's Hat in the Ring (court-métrage)
- 1924 : Fast and Furious (court-métrage)
- 1924 : Andy's Stump Speech (court-métrage)
- 1924 : What a Night! (court-métrage)
- 1924 : Motor Mad (court-métrage)
- 1925 : Step Lightly (court-métrage)
- 1925 : Hello, Hollywood (court-métrage)
- 1925 : Wide Awake (court-métrage)
- 1925 : Hello Goodbye (court-métrage)
- 1925 : Andy in Hollywood (court-métrage)
- 1925 : Rough and Ready (court-métrage)
- 1925 : The Cloudhopper (court-métrage)
- 1925 : Going Great (court-métrage)
- 1925 : Below Zero (court-métrage)
- 1925 : Pleasure Bound (court-métrage)
- 1925 : Spot Light (court-métrage)
- 1925 : On Edge (court-métrage)
- 1925 : Cheap Skates (court-métrage)
- 1926 : Lickety Split (court-métrage)
- 1926 : Careful Please (court-métrage)
- 1926 : Nobody's Business (court-métrage)
- 1926 : Mr. Cinderella (court-métrage)
- 1926 : Creeps (court-métrage)
- 1926 : Nothing Matters (court-métrage)
- 1926 : Here Comes Charlie (court-métrage)
- 1926 : Honest Injun (court-métrage)
- 1926 : Move Along (court-métrage)
- 1926 : Jolly Tars (court-métrage)
- 1926 : The Humdinger (court-métrage)
- 1926 : Teacher, Teacher (court-métrage)
- 1926 : Movieland (court-métrage)
- 1927 : Howdy Duke (court-métrage)
- 1927 : Drama Deluxe (court-métrage)
- 1927 : Somebody's Fault (court-métrage)
- 1927 : The Draw-Back (court-métrage)
- 1927 : Breezing Along (court-métrage)
- 1927 : Her Husky Hero (court-métrage)
- 1927 : Goose Flesh (court-métrage)
- 1927 : His Better Half (court-métrage)
- 1927 : Plumb Dumb (court-métrage)
- 1927 : Up in Arms (court-métrage)
- 1927 : At Ease (court-métrage)
- 1927 : Kilties (court-métrage)
- 1927 : New Wrinkles (court-métrage)
- 1927 : The Little Rube (court-métrage)
- 1927 : Papa's Boy (court-métrage)
- 1928 : The Ghetto (court-métrage)
- 1928 : At It Again (court-métrage)
- 1928 : Cutie (court-métrage)
- 1928 : Always a Gentleman (court-métrage)
- 1928 : Between Jobs (court-métrage)
- 1928 : Blazing Away (court-métrage)
- 1928 : Slippery Head (court-métrage)
- 1928 : Rah! Rah! Rah! (court-métrage)
- 1928 : Blondes Beware (court-métrage)
- 1928 : A Home Made Man (court-métrage)
- 1928 : Listen Children (court-métrage)
- 1929 : The Diplomats (en) (court-métrage)
- 1929 : Lucky Boy (réalisé avec Charles C. Wilson)
- 1929 : In Holland (en) (court-métrage)
- 1929 : The Medicine Men (en) (court-métrage)
- 1929 : Knights Out (court-métrage)
- 1929 : Hired and Fired (court-métrage)
- 1929 : All Steamed Up (court-métrage)
- 1929 : Detectives Wanted (court-métrage)

##### Années 1930
- 1930 : Plastered (court-métrage)
- 1930 : Meet the Boyfriend (court-métrage)
- 1930 : Trois de la cavalerie (Troopers Three)
- 1930 : Sunny Skies
- 1930 : Hot Curves
- 1930 : Follow the Leader
- 1931 : It Might Be Worse (court-métrage)
- 1931 : Finn and Hattie
- 1931 : Skippy
- 1931 : Cab Waiting (court-métrage)
- 1931 : Forbidden Adventure (ou Newly Rich)
- 1931 : Huckleberry Finn
- 1931 : Sooky
- 1932 : Hold 'Em Jail
- 1932 : Le Président fantôme (The Phantom President)
- 1932 : Si j'avais un million (If I Had a Million) (segments Prologue et Epilogue)
- 1933 : Monsieur Bébé (A Bedtime Story)
- 1933 : L'Amour guide (The Way to Love)
- 1934 : We're Not Dressing
- 1934 : Mrs. Wiggs of the Cabbage Patch
- 1934 : College Rhythm
- 1935 : Symphonie burlesque (The Big Broadcast of 1936)
- 1936 : Strike Me Pink
- 1936 : Rhythm on the Range
- 1936 : Reunion
- 1937 : Week-end mouvementé (Fifty Roads to Town)
- 1937 : Brelan d'as (You Can't Have Everything)
- 1938 : Délicieuse (Mad About Music)
- 1938 : Les Aventures de Tom Sawyer (The Adventures of Tom Sawyer)
- 1938 : Des hommes sont nés (Boys Town)
- 1938 : La P'tite d'en bas (The Girl Downstairs)
- 1939 : Lucky Night

##### Années 1940
- 1940 : Broadway qui danse (Broadway Melody of 1940)
- 1940 : La Jeunesse d'Edison (Young Tom Edison)
- 1940 : Gold Rush Maisie (non crédité)
- 1940 : Little Nellie Kelly
- 1941 : Des hommes vivront (Men of Boys Town)
- 1941 : Le Célibataire marié (Married Bachelor) (non crédité)
- 1941 : Évitons le scandale ! (Design for Scandal)
- 1942 : Madame exagère (Are Husbands Necessary?)
- 1942 : Un drôle de lascar (A Yank at Eton)
- 1943 : Lily Mars vedette (Presenting Lily Mars)
- 1943 : Fou de girls (Girl Crazy)
- 1946 : The Hoodlum Saint
- 1947 : Au carrefour du siècle (The Beginning or the End)
- 1948 : La mariée est folle (The Bride Goes Wild)
- 1948 : Big City
- 1948 : Ma vie est une chanson (Words and Music)
- 1949 : Le Baiser de minuit (That Midnight Kiss)

##### Années 1950
- 1950 : J'ai trois amours (Please Believe Me)
- 1950 : Le Chant de la Louisiane (The Toast of New Orleans)
- 1950 : Mrs. O'Malley and Mr. Malone
- 1951 : Riche, jeune et jolie (Rich, Young and Pretty)
- 1952 : Cette sacrée famille (Room for One More)
- 1952 : Parachutiste malgré lui (Jumping Jacks)
- 1952 : Le Cabotin et son compère (The Stooge)
- 1953 : Les étoiles chantent (The Stars Are Singing)
- 1953 : Amour, Délices et Golf (The Caddy)
- 1954 : C'est pas une vie, Jerry (Living It Up)
- 1955 : Un pitre au pensionnat (You're Never Too Young)
- 1956 : Millionnaire de mon cœur (The Birds and the Bees)
- 1956 : Le Trouillard du Far West (Pardners)
- 1956 : Le Bébé de Mademoiselle (Bundle of Joy)
- 1957 : Kidnapping en dentelles (The Fuzzy Pink Nightgown)
- 1958 : Cuistots en virée (Onionhead)
- 1959 : Tiens bon la barre, matelot (Don't Give Up the Ship)

##### Années 1960
- 1960 : Mince de planète (Visit to a Small Planet)
- 1960 : Café Europa en uniforme (G.I. Blues)
- 1961 : Une blonde à l'abordage (All Hands on Deck)
- 1961 : Sous le ciel bleu de Hawaï (Blue Hawaii)
- 1962 : Des filles... encore des filles (Girls! Girls! Girls!)
- 1963 : Blondes, Brunes et Rousses (It Happened at the World's Fair)
- 1963 : Les dingues sont lâchés (Palm Springs Weekend)
- 1965 : Chatouille-moi (Tickle Me)
- 1965 : Deux Cinglés à l'armée (Sergeant Dead Head)
- 1965 : Dr. Goldfoot and the Bikini Machine
- 1966 : Le Tombeur de ces demoiselles (Spinout)
- 1967 : Croisière surprise (Double Trouble)
- 1968 : À plein tube (Speedway)
- 1968 : Le Grand Frisson (Live a Little, Love a Little)

### comme scénariste
- 1920 : School Days, de Larry Semon, Mort Peebles et lui-même
- 1920 : Zigoto garçon de théâtre (The Stage Hand), coréalisé avec Larry Semon
- 1921 : Zigoto boulanger (The Bakery)
- 1921 : Zigoto encaisseur (The Rent Collector)
- 1922 : A Pair of Kings
- 1925 : The Cloudhopper
- 1926 : Careful Please
- 1926 : Nobody's Business
- 1926 : Nothing Matters
- 1926 : Move Along
- 1927 : Howdy Duke
- 1927 : Drama Deluxe
- 1927 : Goose Flesh
- 1927 : Papa's Boy
- 1928 : Always a Gentleman

## comme acteur
- 1912 : Tangled Relations de Harry Solter
- 1920 : The Fly Cop de Mort Peebles, Larry Semon et lui-même

## Distinctions

### Oscar du cinéma
- 1931 : Meilleur réalisateur pour Skippy
- 1939 : Nomination Meilleur réalisateur pour Des hommes sont nés